# Canouville
Canouville ist eine französische Gemeinde mit 344 Einwohnern (Stand 1. Januar 2022) im Département Seine-Maritime in der Region Normandie. Sie gehört zum Arrondissement Dieppe und zum Kanton Saint-Valery-en-Caux.

## Bevölkerungsentwicklung
| Jahr      | 1962 | 1968 | 1975 | 1982 | 1990 | 1999 | 2007 | 2015 |
| Einwohner | 208  | 201  | 149  | 184  | 236  | 245  | 285  | 318  |

## Sehenswürdigkeiten
- Kirche Notre-Dame aus dem 13. Jahrhundert
- Schloss